# Gúrnia
Gúrnia (em grego: Γουρνιά; romaniz.: Gourniá) é uma cidade minoica do município de Ierápetra na unidade regional de Lasíti na ilha de Creta, na Grécia. Foi escavada no início do século XX pela arqueóloga norte-americana Harriet Ann Boyd Hawes. O nome original da cidade não é conhecido, no entanto, seu atual nome provém de vasos ocos encontrados em todo o sítio, muitos dos quais ainda visíveis. Entre os achados do sítio estão rodas de oleiro, uma oficina de carpinteiro completa, uma forja de ferreiro e uma prensa de azeite.
As primeiras evidências ocupacionais de Gúrnia provém do Minoano Antigo e começo do Minoano Médio, no entanto o assentamento só foi substancialmente povoado no Minoano Médio III-Minoano Recente I quando um pequeno palácio foi construído no topo da colina. Este foi destruído juntamente com a cidade no Minoano Recente IB. O palácio media 50x37m e seu pátio foi de aproximadamente 40x15 m. A fachada oeste do edifício teve armazéns e quartos acima. Havia uma bacia lustral e poços de luz, assim como três entradas para o palácio, ao sul, a oeste e a nordeste. No pátio do edifício foi identificada um possível pedra sacrifical. Buracos esculpidos na pedra podem ter sido utilizados para amarrar o animal que seria sacrificado e para fixar um símbolo religiosos, por exemplo, um machado duplo. Após sua destruição provocada por um terremoto, o palácio foi transformado a partir do Minoano Recente IA em um alojamento de trabalhadores e um estabelecimento industrial desenvolvido, crescendo para foram do centro. As inúmeras casas são pequenas e hermeticamente juntas. Muitos dos quartos sobreviventes estavam possivelmente sendo usados como armazéns, e a entrada das casas, em muitos casos, tinha degraus que conduziam para a rua.
Ao norte do palácio havia um santuário público datado do Minoano Recente I. Media 3x4 m e teve uma saliência no lado sul para a colocação de objetos de culto. Foram encontrados no santuário ídolos da deusa com os braços levantados, um vaso de barro e um relevo de chifres. As casas de Gúrnia foram construídas em torno de uma armação de madeira - vigas de madeira corriam horizontalmente e estavam ligadas a vigas verticais - que possivelmente atuaram como uma defesa contra terremotos. As casas possuíam alçapões que possivelmente funcionavam como dormitórios em períodos de calor intenso, já que apenas no andar superior estão presentes janelas, possivelmente por segurança, ou seja, para evitar assaltos.